# Communauté de communes du Canton de Condé-en-Brie
Die Communauté de communes du Canton de Condé-en-Brie war ein französischer Gemeindeverband mit der Rechtsform einer Communauté de communes im Département Aisne in der Region Hauts-de-France. Sie wurde am 2. Juni 1995 gegründet und umfasste 21 Gemeinden. Der Verwaltungssitz befand sich im Ort Courtemont-Varennes.

## Historische Entwicklung
Am 1. Januar 2017 wurde der Gemeindeverband mit der Communauté de communes du Tardenois, der Communauté de communes de la Région de Château-Thierry und 21 von 33 Gemeinden der Communauté de communes de l’Ourcq et du Clignon zur neuen Communauté d’agglomération de la Région de Château-Thierry zusammengeschlossen.

## Ehemalige Mitgliedsgemeinden
1. Barzy-sur-Marne
2. Celles-lès-Condé
3. Chartèves
4. Condé-en-Brie
5. Connigis
6. Courboin
7. Courtemont-Varennes
8. Crézancy
9. Dhuys et Morin-en-Brie (C/N = Commune nouvelle)
10. Jaulgonne
11. Monthurel
12. Montigny-lès-Condé
13. Montlevon
14. Pargny-la-Dhuys
15. Passy-sur-Marne
16. Reuilly-Sauvigny
17. Rozoy-Bellevalle
18. Saint-Eugène
19. Trélou-sur-Marne
20. Vallées en Champagne (C/N)
21. Viffort